# 墨西哥百强榜
墨西哥热门百强榜（Top 100 México) 是一份墨西哥的唱片排行榜，由墨西哥音像制品协会在2005年至2020年7月每周发布一次。该排行榜涵盖了60%在墨西哥售出的专辑，得到了墨西哥主要唱片经销商的支持。
Top 100 México收录了该国售出的100多张专辑，并有单独的排行榜，其中包括20张流行音乐流派的专辑，例如norteño、Banda音乐和Ranchera，以及西班牙语和英语专辑。